# La-Trel

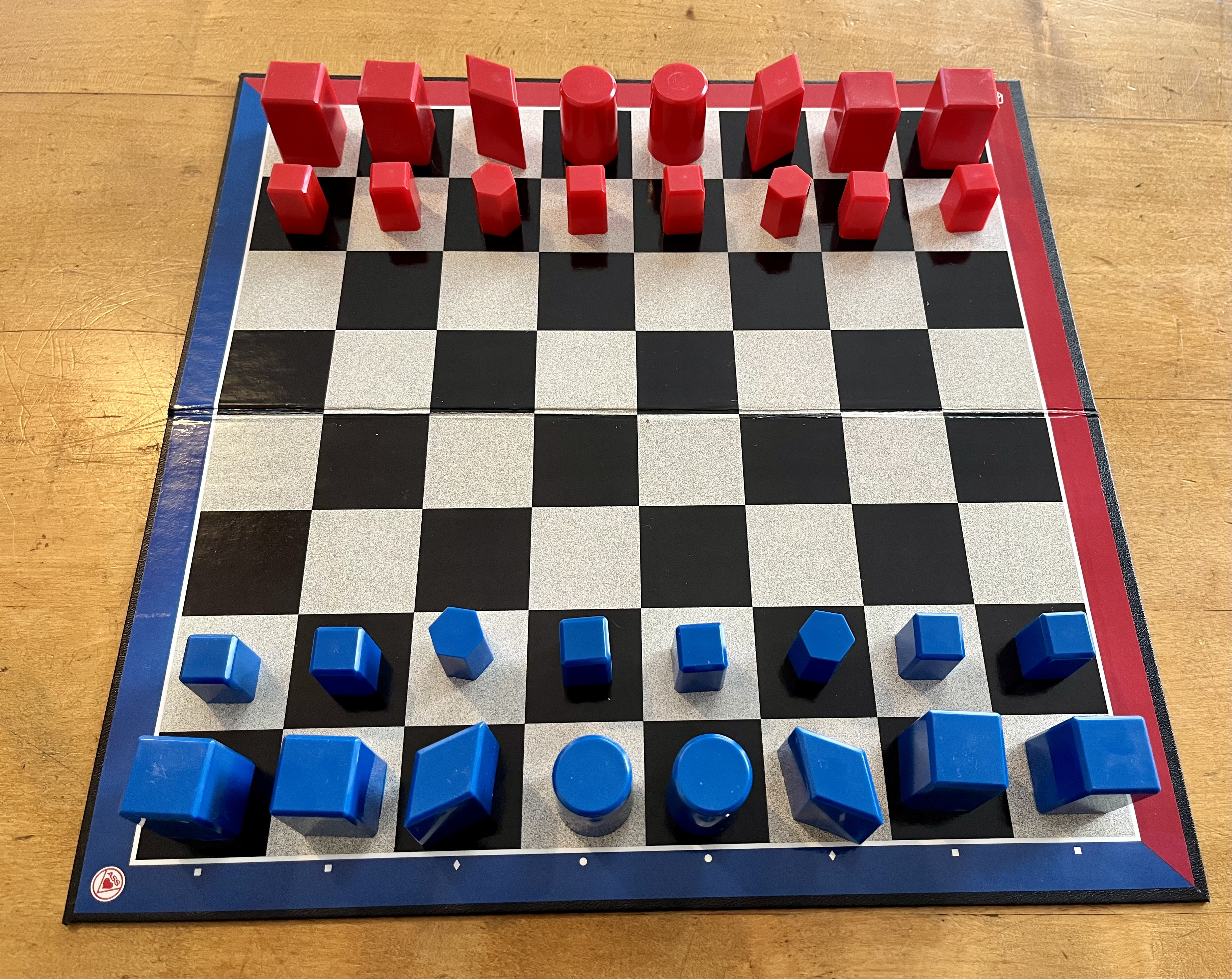

La-Trel est un jeu de société de stratégie combinatoire abstrait conçu par Richard Morgan. Il est nommé pour le prix Spiel des Jahres en 1996. Le jeu se joue sur un échiquier standard et combine plusieurs éléments de jeu des échecs et des dames.
Il est publié en trois éditions : une édition standard avec des pièces en plastique, une édition Deluxe en bois avec des pièces en bois  et une édition Deluxe en métal avec des pièces en métal.

## Règles
Chaque joueur commence avec un ensemble de 16 pièces (ou 18 si les pièces bloqueuses sont utilisées) disposées sur les côtés éloignés du plateau. Pour gagner la partie, un joueur doit vaincre toutes les pièces attaquantes de son adversaire. Les pièces attaquantes peuvent vaincre la pièce d'un adversaire en sautant par-dessus celle-ci. Les mouvements peuvent être combinés pour effectuer des mouvements en chaîne, permettant de vaincre plusieurs pièces à la fois. Chaque pièce a ses propres règles de déplacement, comme par exemple le Trident  qui se déplace d'un nombre quelconque de case en diagonale.